# Németh T. Enikő
Németh T. Enikő (teljes nevén Bibokné Németh-Tóth Enikő, Celldömölk, 1964. szeptember 15. –) nyelvész, egyetemi tanár, a Magyar Tudományos Akadémia levelező tagja. Kutatási területe az elméleti nyelvészet, azon belül a pragmatika. A Szegedi Tudományegyetem Bölcsészet- és Társadalomtudományi Kar Magyar Nyelvi és Irodalmi Intézet Általános Nyelvészeti Tanszékének tanszékvezető egyetemi tanára.

## Életpályája
1982-ben érettségizett a Celldömölki Berzsenyi Dániel Gimnáziumban, majd megkezdte egyetemi tanulmányait a József Attila Tudományegyetem magyar-orosz szakán, ahol 1987-ben szerzett orosz nyelv és irodalom szakos tanári, illetve általános és alkalmazott nyelvészet szakos előadói diplomát.  Ezt követően elnyerte az MTA TMB hároméves ösztöndíját, kutatóhelye a József Attila Tudományegyetem Általános Nyelvészeti Tanszéke volt. 1990-ben kapott egyetemi tanársegédi, 1992-ben adjunktusi megbízást. 1997-ben egyetemi docenssé nevezték ki. Az ezt követő időszakban két jelentősebb ösztöndíjat is kapott: 2000 és 2003 között Széchenyi professzori ösztöndíjat, 2004 és 2007 között Bolyai János kutatási ösztöndíjat. 2013-ban az MTA Nyelvtudományi Intézetében volt vendégkutató, majd tanszékvezetői kinevezést kapott a Szegedi Tudományegyetem általános nyelvészeti tanszékén. 2016-ban habilitált, majd 2017-ben megkapta egyetemi tanári kinevezését. Emellett 2017 és 2022 között az MTA-DE-SZTE Elméleti Nyelvészeti Kutatócsoport szegedi munkacsoportjának vezetője is volt. A Szegedi Tudományegyetem Nyelvtudományi Doktori Iskolájának vezetője.  
Nevéhez fűződik a Pragmatika Centrum – Országos Kutatóközpont létrehozása, a Jelentés és Nyelvhasználat című online tudományos folyóirat elindítása (2014) és társszerkesztése, valamint az Újdonságok a szemantikai és pragmatikai kutatásokban című konferenciasorozat kezdeményezése. Eddig 14 témavezetettje szerzett PhD-fokozatot. 2020 szeptemberében néhány tanítványával (Szabó Éva, Béres Tamara, Biró Róbert, Molnár Nikolett Viktória, Rácz Márkó, Őrő Emese, Tar Cintia, Gera Renáta) megalapította az SZTE Pragmatika Hallgatói Kutatóműhelyt, amelynek fő kutatási területe az álhírek és a manipuláció vizsgálata. Több nyilvános megjelenésük is volt már. 2022-ben négy évre az MTA–SZTE–DE Elméleti Nyelvészeti és Informatikai Kutatócsoport vezetője lett. A kutatás az MTA Tudomány a Magyar Nyelvért Álhírek, áltudományos nézetek nyelvészeti azonosítása című projekt keretein belül valósul meg. Eddigi eredményeiket számos hazai és külföldi nemzetközi konferencián mutatták be, továbbá vezető nyelvészeti folyóiratokban (pl. Corpus Linguistics and Linguistic Theory, Linguistic Vanguard, Journal of Pragmatics, Magyar Nyelv, Pragmatics), illetve monográfiákban, tanulmánykötetekben közölték.
1992-ben védte meg a nyelvtudomány kandidátusi, 2017-ben akadémiai doktori értekezését. A Magyar Tudományos Akadémia Nyelvtudományi Bizottságának lett tagja, később alelnöke. 2016-tól az MTA közgyűlési képviselője volt, majd 2022-ben az Akadémia levelező tagjává választották. Akadémiai tevékenysége mellett a Magyar Nyelvtudományi Társaság, a Modern Filológiai Társaság és az International Pragmatics Association tagja. 2021-ben az Academia Europaea felvette tagjai sorába. Számos tudományos folyóirat szerkesztőbizottságába is bekerült: Jelentés és Nyelvhasználat, Nyelvtudomány, Magyar Nyelv, Acta Linguistica Hungarica, Intercultural Pragmatics. A Pragmatic Interfaces könyvsorozatot szerkeszti Bibok Károllyal. Százhúsz tudományos publikáció szerzője vagy szerkesztője. Közleményeit magyar és angol nyelven adja közre.

## Díjai, elismerései
- OTDK Kiemelt első díj (1987)
- MTA fiatal kutatók számára kiírt pályázatán második díj (1989)
- MTA Szegedi Területi Bizottsága fiatal kutatóknak kiváló munkáért díj (2000)
- MTA Akadémiai Díj (2020)
- SZTE Kiváló PhD Témavezető Elismerő Oklevél (2021)
- Kresznerics Ferenc-díj (2024)

## Főbb publikációi
- A kötőszók szerepe a megnyilatkozáshatár vizsgálatában (1988)
- A megnyilatkozás-típussal kapcsolatos elméleti kérdések és a szóbeli diskurzusok megnyilatkozás-példányokra tagolása (1991)
- On the role of pragmatic connectives in Hungarian spoken discourses (1995)
- A szóbeli diskurzusok megnyilatkozás-példányokra tagolása (1996)
- A hát, így, tehát, mert kötőszók pragmatikai funkciójának vizsgálata (1998)
- Implicit argumentumok a magyarban: előfordulásuk módjai és azonosításuk lehetőségei (2000)
- Perspective-taking in argumentative discourse (társszerző, 2000)
- Pragmatics and the flexibility of word meaning (Bibok Károllyal, 2001)
- Tanulmányok a pragmatika köréből (társszerk. Bibok Károllyal, 2003)
- Verbal information transmission without communicative intention (2008)
- Nyelvhasználat, nyelvtan és pragmatika (2013)
- Használat és hatás: újabb eredmények a magyarországi pragmatikai kutatásokban (társszerk., 2015)
- Stratégiák és struktúrák: Tanulmányok Kenesei István 70. születésnapjára (társszerk., 2017)
- Adatok és adatforrások integrációja a pragmatikai kutatásban (társszerző, 2019)
- Implicit Subject and Direct Object Arguments in Hungarian Language Use: Grammar and Pragmatics Interacting (monográfia, 2019)
- Ami a korpuszokból kimarad: rejtőzködő pragmatikai jelenségek (társszerző, 2020)
- Álhírek, áltudományos nézetek nyelvészeti azonosítása (2023)
- Felszólításannotálás a MedCollect egészségügyi álhírkorpuszban (társszerző, 2024)
- The analysis of utterances with imperative forms in Hungarian health-related fake news (társszerző, 2025)